# Kobiele Wielkie (gmina)

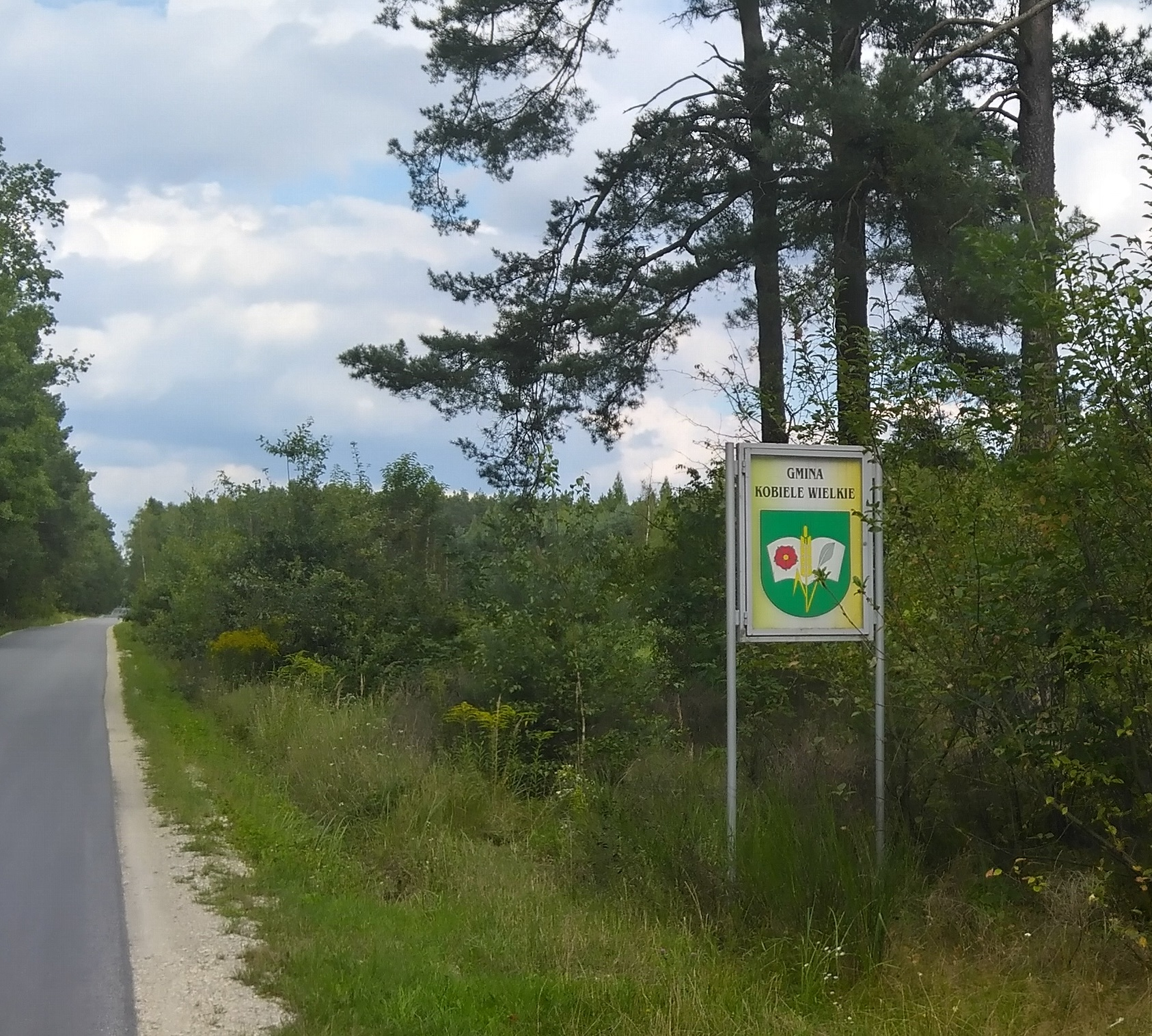
Gmina Kobiele Wielkie - wjazd od strony gminy Gidle (2024)

Kobiele Wielkie (do 1954 gmina Kobiele) – gmina wiejska w województwie łódzkim, w powiecie radomszczańskim. W latach 1975–1998 gmina położona była w województwie piotrkowskim.
Siedziba gminy to Kobiele Wielkie.
Według danych z 30 czerwca 2010 gminę zamieszkiwało 4420 osób. Natomiast według danych z 31 grudnia 2017 roku gminę zamieszkiwało 4449 osób.

## Struktura powierzchni
Według danych z roku 2002 gmina Kobiele Wielkie ma obszar 101,85 km², w tym:
- użytki rolne: 63%
- użytki leśne: 27%

Gmina stanowi 7,06% powierzchni powiatu.

## Rezerwaty przyrody
Na terenie gminy znajdują się następujące rezerwaty przyrody:
- rezerwat przyrody Jasień – chroni stanowisko naturalnego występowania cisa pospolitego,
- rezerwat przyrody Kobiele Wielkie – chroni wyżynny bór jodłowy.

## Demografia

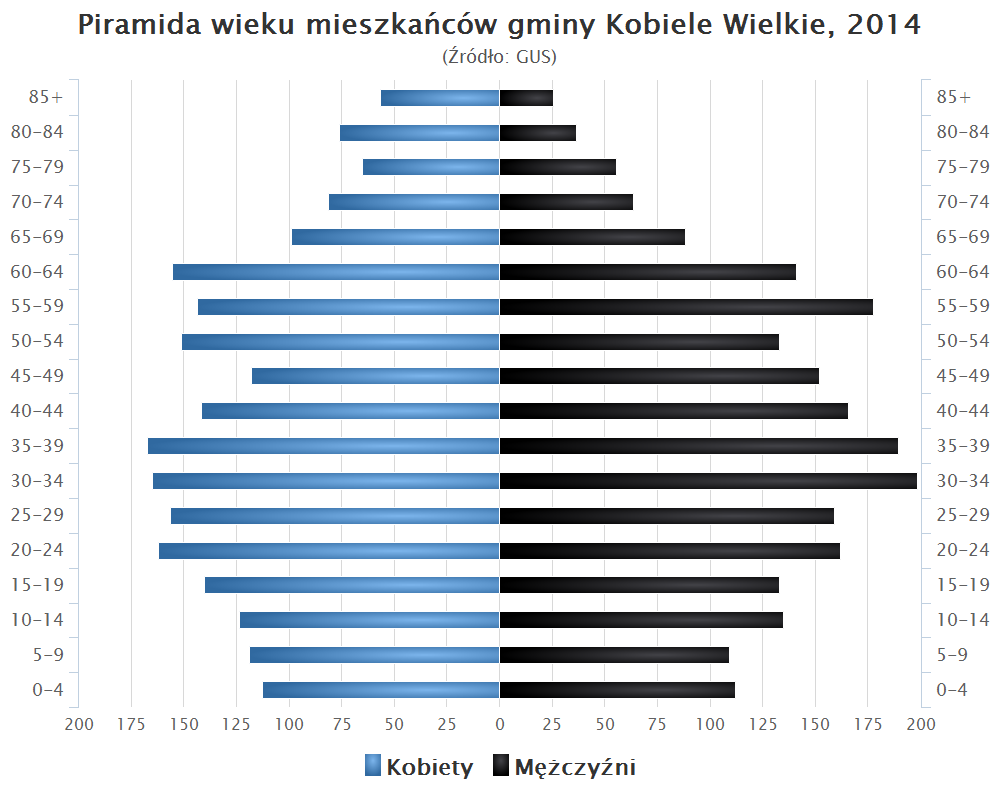
Piramida wieku mieszkańców gminy Kobiele Wielkie w 2014 roku

Dane z 30 czerwca 2010:
| Opis                              | Ogółem | Ogółem | Kobiety | Kobiety | Mężczyźni | Mężczyźni |
| --------------------------------- | ------ | ------ | ------- | ------- | --------- | --------- |
| jednostka                         | osób   | %      | osób    | %       | osób      | %         |
| populacja                         | 4420   | 100    | 2227    | 50,4    | 2193      | 49,6      |
| gęstość zaludnienia (mieszk./km²) | 43     | 43     |         |         |           |           |

## Miejscowości

### Sołectwa
Babczów, Biestrzyków Mały, Biestrzyków Wielki, Brzezinki, Cadów, Cieszątki, Huta Drewniana, Karsy, Kobiele Małe, Kobiele Wielkie, Łowicz, Nowy Widok, Orzechów, Orzechówek, Posadówka, Przyborów, Przybyszów, Ujazdówek, Wola Rożkowa, Zrąbiec.

### Pozostałe miejscowości
Bukienka, Cadówek, Dudki, Gorgoń, Hucisko Przybyszowskie, Hucisko Małokobielskie, Huta Drewniana-Kolonia, Jasień, Kamionka, Katarzynów, Kobiele Małe-Kolonia, Łazy, Nadrożna, Olszynki, Podświerk, Przydatki Przybyszowskie, Rozpęd, Stary Widok, Świerczyny, Wrony, Wymysłów.

## Sąsiednie gminy
Gidle, Kodrąb, Masłowice, Radomsko, Wielgomłyny, Żytno